# Angels with Dirty Faces
Angels with Dirty Faces (bra: Anjos de Cara Suja; prt: Anjos de Cara Negra) é um filme de drama policial americano de 1938, dirigido por Michael Curtiz para os estúdios da Warner Brothers. Estrelado por James Cagney, Pat O'Brien, The Dead End Kids, Humphrey Bogart, Ann Sheridan e George Bancroft. O roteiro foi escrito por John Wexley e Warren Duff, baseado na história no romance homônimo de Rowland Brown. O filme narra o relacionamento do notório gângster William "Rocky" Sullivan com seu amigo de infância e agora padre, Padre Jerry Connolly. Depois de passar três anos na prisão por assalto à mão armada, Rocky pretende receber US$ 100.000 de seu cúmplice Jim Frazier, um advogado da máfia. Enquanto isso, o Padre tenta impedir que um grupo de jovens caia sob a influência criminosa de Rocky.
Brown escreveu um roteiro em agosto de 1937. Depois de apresentá-lo a vários estúdios, ele fez um acordo com a Grand National Pictures, que queria o James Cagney atuasse no papel principal. No entanto, o projeto nunca se concretizou, devido aos problemas financeiros da Grand National que levaram à sua falência em 1939. Cagney então retornou à Warner no mesmo ano, levando o roteiro de Brown com ele. A Warner adquiriu a história e pediu a vários diretores que assumissem o projeto, eventualmente fechando um acordo com Curtiz. A filmagem começou em junho de 1938 nos estúdios da Warner em Burbank e terminou uma semana atrás do cronograma em agosto, devido principalmente ao tempo que levou para filmar o impasse de Rocky com a polícia e a eventual execução.
Angels with Dirty Faces foi lançado em 28 de novembro de 1938, recebendo críticas positivas. No Oscar de 1939, o filme foi indicado em três categorias: melhor Ator (Cagney), melhor Diretor (Curtiz) e melhor roteiro (Brown). Angels with Dirty Faces é considerado por alguns um dos melhores longa-metragens de seu gênero, época e é amplamente celebrado por ter uma das melhores interpretações de James Cagney. Em 2024, o filme foi selecionado para preservação no National Film Registry dos Estados Unidos pela Biblioteca do Congresso por ser "culturalmente, historicamente ou esteticamente significativo".

## Sinopse

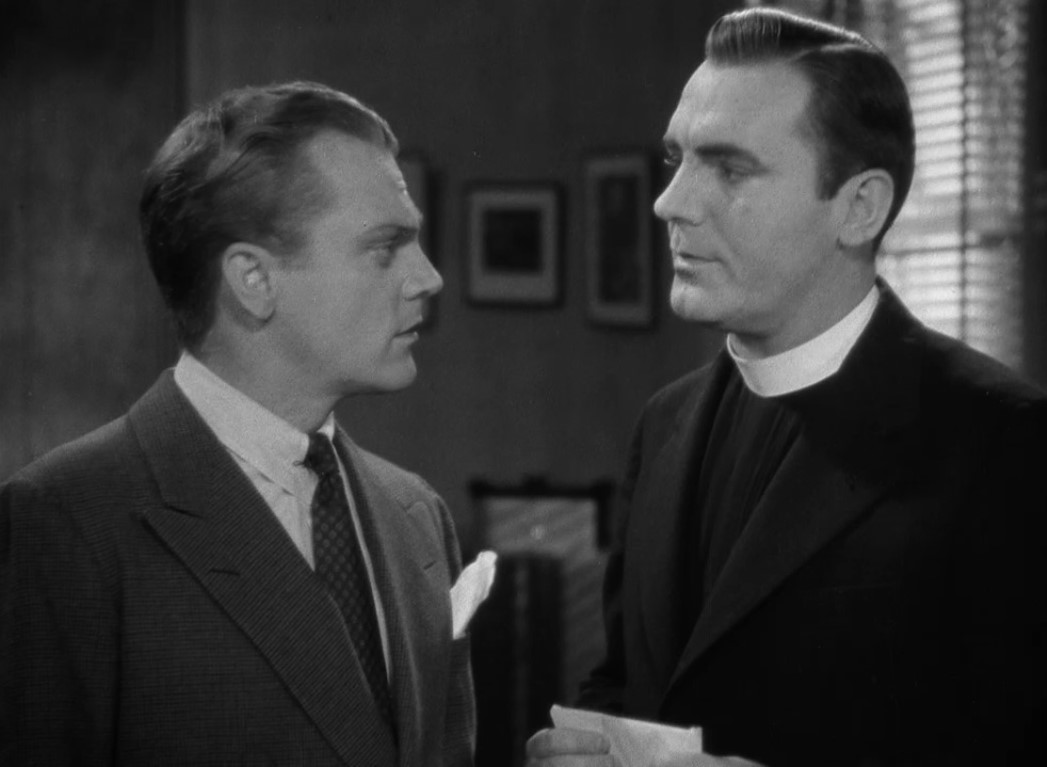
James Cagney e Pat O'Brien em cena do filme

William 'Rocky' Sullivan e Jerome 'Jerry' Connelly foram criados no mesmo bairro violento. O primeiro se tornou gângster, e o segundo se tornou um padre que administra um orfanato para meninos.

## Elenco
- James Cagney como William 'Rocky' Sullivan
- Pat O'Brien como Padre Jerome 'Jerry' Connelly
- Humphrey Bogart como James 'Jim' Frazier
- Ann Sheridan como Laury Ferguson
- George Bancroft como Mac Keefer
- Billy Halop como Soapy
- Bobby Jordan como Swing
- Leo Gorcey como Bim
- Gabriel Dell como Pasty
- Huntz Hall como Crab
- Bernard Punsly como Hunky
- Joe Downing  como Steve
- Edward Pawley como Edwards
- Adrian Morris como Blackie

Atores não-creditados:
- Emory Parnell como Oficial McMann
- William Edmunds como um Comerciante Italiano
- Lane Chandler como um Guarda
- Mary Gordon como Sra. Patrick McGee
- Frank Hagney como Sharpie
- John Hamilton como um capitão da polícia
- Robert Homans como um policial
- Vera Lewis como a Mãe de Soapy
- Belle Mitchell como Sra. Maggione
- Oscar O'Shea como Kennedy
- Charles Trowbridge como Norton J. White
- Charles C. Wilson como Tenente da Polícia Buckley

## Produção

### Desenvolvimento

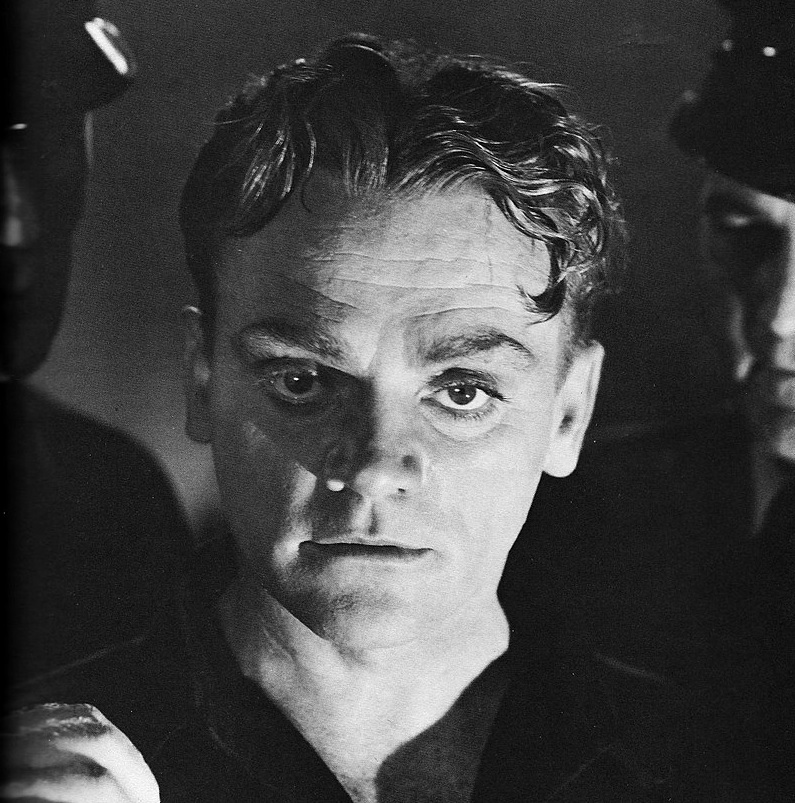
James Cagney durante a famosa cena final

O roteirista Rowland Brown contruiu o roteiro de Angels with Dirty Faces em agosto de 1937. Ele era conhecido em Hollywood por escrever e dirigir vários filmes policiais no início da década de 1930, incluindo The Doorway to Hell (1930) e Quick Millions (1931). Ele apresentou a história a Mervyn LeRoy, que estava ansioso para filmar um "veículo" estrelado pelos Dead End Kids, um grupo de jovens atores de Nova York. Brown e LeRoy tentaram negociar uma taxa pelo roteiro porém não tiveram sucesso.
Brown então começou a mandar o roteiro para outros estúdios e eventualmente, fez um acordo com a Grand National Pictures, que queria o James Cagney estrelando o papel principal. No final de 1935, tornou-se evidente para William Cagner (irmão e empresário de James Cagney), que a Warner Bros estava interessada apenas em pagar a Cagney uma "porcentagem muito pequena" considerando seu enorme esforço. Portanto, ele não teve escolha e foi embora até que um acordo melhor com a Warner pudesse ser feito. Depois de entrar com uma ação judicial para "retificar as desigualdades", Cagney começou a trabalhar para a Grand National Pictures, um pequeno estúdio comparado à Warner.
Na época em que lhe foi oferecido a oportunidade de interpretar Rocky Sullivan, Cagney já havia feito um filme para o estúdio chamado Great Guy (1936), mas temendo ser estereotipado em papéis de "durão", como havia sido na Warner, Cagney recusou o papel e optou por estrelar Something to Sing About (1937). O orçamento da produção cresceu para US$ 900 mil e em seu lançamento, não foi bem nas bilheterias. Acredita-se que seu baixo desempenho tenha sido um fator que contribuiu para a falência da Grand National em 1939.
Após Something to Sing About (1937) ser concluído, Cagney retornou à Warner após fechar um acordo com eles. Por insistência de seu irmão, ele levou o roteiro de Brown com ele e a apresentou aos chefes do estúdio. A Warner adquiriu a história e então pediu a vários diretores que assumissem o projeto. LeRoy foi o primeiro e, embora tenha demonstrado interesse, não conseguiu se comprometer porque estava contrato fixo com a MGM; a Warner então perguntou a Brown, que não demonstrou nenhum interesse; e, finalmente, chegou com a oferta a Michael Curtiz, que aceitou ser o diretor do projeto. Max Steiner compôs a produção da trilha sonora de Angels with Dirty Faces.

### Escolha de Elenco

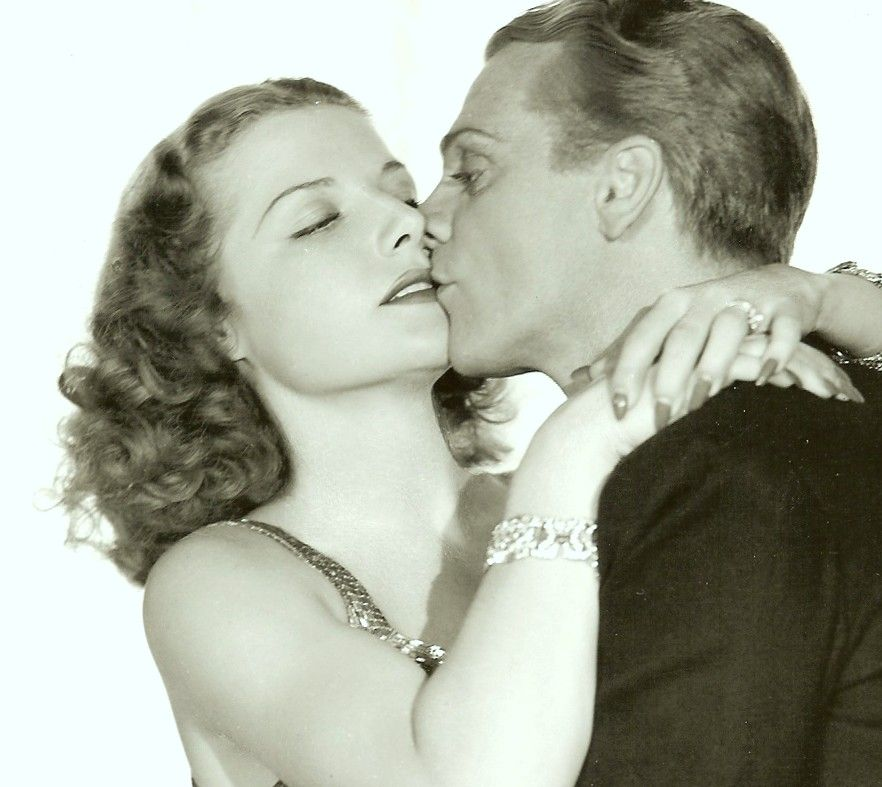
Ann Sheridan e James Cagney, circa. 1938

Embora James Cagney estivesse convencido de que nunca concordaria em interpretar o papel de um covarde sendo arrastado para sua execução, ele ficou entusiasmado em interpretar Rocky, vendo isso como uma oportunidade de provar que seu alcance de atuação se estendia além dos papéis de bad boys. Para incorporar bem em seu personagem, o ator se baseou em suas memórias de crescer nas ruas da Yorkville de Manhattan, Nova York. Sua principal inspiração foi um cafetão viciado em drogas, que ficava em uma esquina o dia todo puxando as calças, torcendo o pescoço e repetindo: "Whadda ya hear! Whadda ya say!". Esses maneirismos voltaram a assombrar Cagney, que mais tarde escreveu em sua autobiografia: "Eu fiz esses gestos talvez seis vezes no filme. Isso foi há mais de trinta anos - e os impressionistas têm me feito fazê-lo desde então". A outra inspiração para o intérprete foi seu amigo de infância, Peter "Bootah" Hessling, um condenado por assassinato e executado na cadeira elétrica em 21 de julho de 1927. Na noite em que Bootah foi executado, o ator estava atuando em uma apresentação da Broadway e chorou ao saber de sua morte.
Pat O'Brien foi escalado como o padre Jerry Connolly, amigo de infância de Rocky. O'Brien era um ator contratado pela Warner Bros. desde 1933 e acabou deixando o estúdio em 1940 após uma disputa sobre os termos de seu contrato de renovação. Ele conheceu Cagney em 1926 na cidade de Asbury Park, Nova Jérsia. O ator era um intérprete "jovem e solitário" "atuando em uma companhia de ações". Ele ouviu que a peça Women Go on Forever (de Mary Boland) estava chegando a Asbury Park e a caminho da Broadway. Querendo conhecer a estrela do show, ele foi aos bastidores após uma apresentação e conheceu James Cagney pela primeira vez. Ambos se tornaram grandes amigos até a morte de O'Brien em 1983. Cagney também viria a falecer três anos depois.
Até maio de 1938, os Dead End Kids já haviam participado dos filmes Dead End (1937) de William Wyler e Crime School (1938) da Warner (ambos com Humphrey Bogart). O grupo assinou um contrato de dois anos com Samuel Goldwyn em 1937, mas ele vendeu o contrato para a Warner Bros. no mesmo ano por causa do péssimo comportamento no set que os Dead End tinham; em um momento, eles "pularam" em Bogart e "roubaram suas calças", enquanto em outro, eles bateram um caminhão num estúdio de som. Humphrey Bogart interpreta o advogado corrupto Jim Frazier em Angels With Dirty Faces. O alemão Winfried Fluck descreveu o personagem como uma figura "inteiramente negativa" e "completamente ruim", em "contraste" com o anti-herói de Cagney.

#### Roteiro
A história de Brown foi revisada diversas vezes por John Wexley e Warren Duff que forneceram "tratamentos poderosos" mas, como em muitos dos filmes "catch-as-catch-can" da época, o roteiro foi considerado insubstancial. Cagney mais tarde lembrou: "os atores tiveram que improvisar [o roteiro] aqui e ali, improvisando no próprio set".

### Filmagem

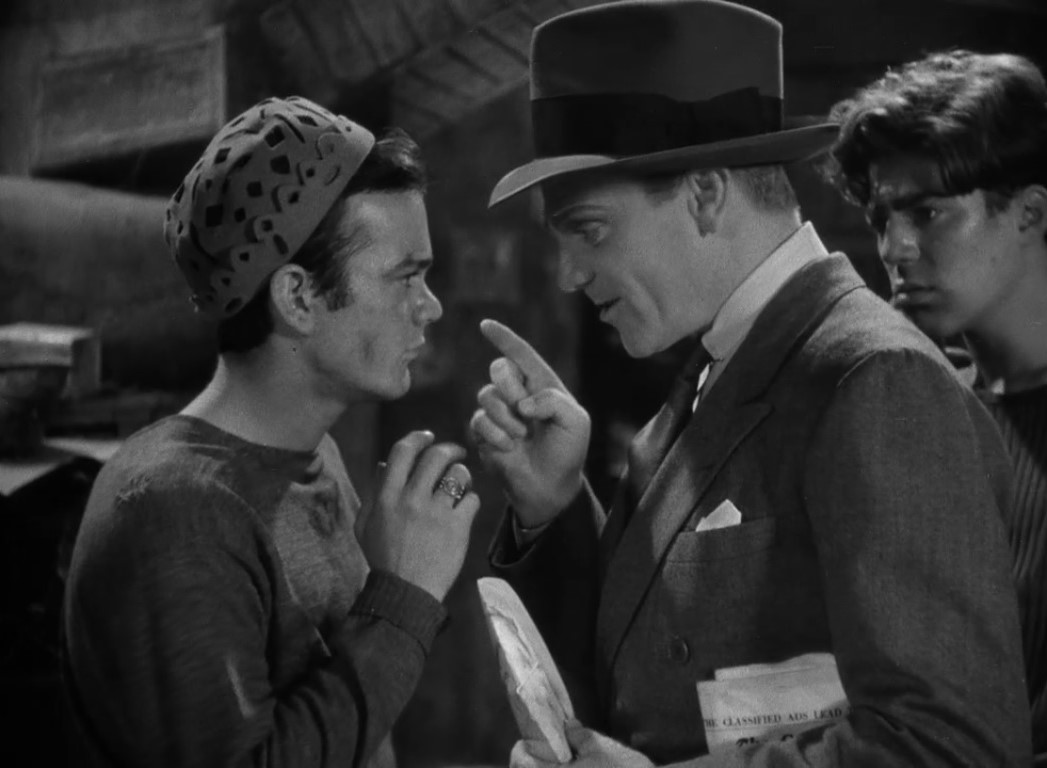
Leo Gorcey (esquerda) e James Cagney (direita) na cena do porão, com Billy Halop ao fundo

A filmagem começou em junho de 1938 nos estúdios da Warner em Burbank, e concluída uma semana atrasada em agosto, principalmente devido ao tempo que levou para filmar as cenas do tiroteio de Rocky com a polícia e a sua morte.
A sequência de abertura do Cagney com os Dead End Kids aconteceu no porão de um prédio abandonado. A essa altura, os Dead End Kids "já vinham se impondo bastante com [outros] diretores e atores". Enquanto a cena era filmada, Leo Gorcey improvisou falando: "Ele é vidente!", jogando o ritmo da cena pela janela, azedando tudo muito bem. Então, na tomada seguinte, pouco antes de dizer "venha cá, otários", Cagney "deu um soco em Gorcey bem acima do nariz. Sua cabeça foi para trás [e atingiu] o garoto atrás dele, atordoando os dois momentaneamente". Huntz Hall viu a agressão e em 1978, relembrou: "Leo odiou [Cagney] pelo resto da vida" após o incidente.
Durante as filmagens do tiroteio de Rocky com a polícia, uma cena pedia que Cagney estivesse "bem em forma", enquanto balas de metralhadora atingiam as janelas acima de sua cabeça. Nesse ponto de sua carreira, o intérprete já tinha experiência com a imprevisibilidade do uso de balas reais e, mais tarde, lembrou que "o bom senso ou um palpite" o tornavam cauteloso. Ele disse a Curtiz para "[filmar a cena] em andamento " e, ao sair do caminho, "Burke, o metralhador profissional, disparou os tiros". Uma das balas desviou, atingindo "a borda de aço da janela" e "atravessando a parede" onde a cabeça de Cagney estivera. Essa experiência convenceu Cagney de que "flertar dessa forma com balas de verdade era ridículo".
A execução de Rocky foi filmada no Centro Correcional de Sing Sing. A casa em que ocorre tal cena foi projetada pelo arquiteto estadual Lewis Pilcher e inaugurada em fevereiro de 1922. Durante anos, os espectadores perguntaram-se sobre o Rocky realmente ficar amarelo enquanto está sendo amarrado na cadeira elétrica, ou se ele está fingindo para manter sua promessa a Jerry. Cagney disse mais tarde: "Ao olhar para o longa-metragem, é virtualmente impossível dizer qual caminho Rocky tomou - que é exatamente o que eu queria. Eu interpretei [o papel] com ambiguidade deliberada para que os espectadores pudessem [formar suas próprias opiniões]. Parece-me que funciona bem em ambos os casos".

## Lançamento

### Nos Cinemas
O filme estreou em 26 de novembro de 1938, no Majestic Theatre em Reno. Angels with Dirty Faces arrecadou US$ 1,7 milhão nas bilheterias mundiais e é considerado um sucesso financeiro. Analistas afirmam que se não fosse por ele e mais duas outras produções dirigidos por Curtiz naquele ano (The Adventures of Robin Hood e Four Daughters), a Warner Bros. teria perdido uma quantia considerável de dinheiro, resultando em um faturamento negativo no ano fiscal de 1938 da empresa. A
Angels with Dirty Faces foi boicotado pelo Departamento de Censura do Quebec entre 1938 e 1945 por "invocar o mau exemplo que pode oferecer aos jovens".

### Em mídias domésticas
Em 1983, Angels with Dirty Faces foi lançado em VHS e Betamax pela CBS/Fox Video. Em fevereiro de 2005, uma versão remasterizada digitalmente do filme foi publicada no formato de DVD. O lançamento fez parte da "James Cagney Collection", na qual uma série de recursos bônus especiais foram disponibilizados, incluindo: comentários em áudio da historiadora de cinema Dana Polan, um featurette "Angels with Dirty Faces: Whaddya Hear? Whaddya Say?", uma produção de rádio, trailers de filmes e um curta-metragem intitulado "Warner Night at the Movies" com a participação do crítico de cinema e historiador Leonard Maltin. Em dezembro de 2021, a Warner Archive Collection lançou uma versão Blu-ray do filme, recentemente restaurada em HD usando uma digitalização 4K do negativo original da câmera, acompanhada por todo o mesmo material bônus do lançamento em DVD de 2005.

## Recepção

### Reações Iniciais
Angels with Dirty Faces foi recebido com aclamação da crítica após o lançamento. Frank Nugent do The New York Times, compareceu à estreia mundial em Nevada e chamou o filme de um "melodrama selvagem", oferecendo "[James] Cagney no seu melhor". O extinto Harrison's Reports teve opiniões semelhantes. Em uma crítica datada de 5 de novembro de 1938, eles classificaram o longa-metragem de um "poderoso melodrama de gangster" e disseram que é "um dos filmes mais emocionantes produzidos em algum tempo". A "atuação, particularmente a de James Cagney, é brilhante". Por outro lado, Hobe Morrison da Variety, estava menos entusiasmado, afirmando: "Com base na força da combinação Cagney-O'Brien, Angels deve ter um bom investimento, mas o filme em si não é uma fogueira. Aquela história do garoto 'Dead End' já foi contada muitas vezes" e "Embora a cena da casa da morte em si seja angustiante, aquele ângulo de covardia simulada parece completamente implausível... É uma reviravolta inovadora para uma história comum, mas é completamente piegas".

#### Prêmios e indicações
James Cagney ganhou dois prêmios para melhor Ator: National Board of Review e do New York Film Critics Circle. Angels with Dirty Faces foi indicado a três prêmios na 11ª cerimônia do Oscar: Melhor Ator (para Cagney), Melhor Diretor (para Curtiz) e Melhor Roteiro (para Brown), porém, não ganhou em nenhuma categoria.

### Análises Contemporâneas
A reputação de Angels with Dirty Faces cresceu com o tempo, no website agregador de críticas Rotten Tomatoes, relata que 100% dos críticos deram ao filme uma crítica positiva com base em 21 avaliações coletadas retrospectivamente, com uma classificação média de 8,05/10 sob o consenso de que: "O carisma explosivo de James Cagney e a decência inabalável de Pat O'Brien formam uma combinação perfeita nesta batalha tocante pela alma de uma comunidade". Em 2005, a Slant Magazine elogiou Angels with Dirty Faces por ser o "melhor filme de gangster" da Warner. Premiando quatro de quatro estrelas, Jeremiah Kipp disse: "Rocky Sullivan incorpora todas as qualidades que amamos nos bandidos." Cagney "oferece uma intensidade real e um senso de ludicidade", mesmo quando atira em "companheiros gangsters" mortos. A cena final, "climática" de "covardia é incomparável em filmes de gangster, e quanto mais Cagney implora e grita, mais [ficamos] surpresos com a forma como ele reduz a adoração do herói dos gangsters a nada. [O filme marca] o melhor momento de Cagney em uma carreira repleta de grandes atuações". Mark Bourne considerou o filme bem encenado com sua abordagem religiosa sobre a criminalidade.
O crítico Mattie Lucas do website From the Front Row afirma: "Uma expiação e uma desconstrução da persona de bad boy de Cagney em filmes como The Public Enemy, que o tornou uma estrela, emulando a essência do Código de Produção com mais graça e peso emocional do que qualquer pessoa realmente envolvida com o código jamais conseguiu". Dando uma nota de 5/5 estrelas, Tony Sloman para a Rádio Times classificou o longa-metragem como "um melodrama rápido" e que as paródias só mostram sua enorme influência em seu subgênero.

## Legado
Angels with Dirty Faces teve grande impacto no cinema de gângsters ao humanizar o criminoso, criando o arquétipo do anti-herói carismático. O contraste moral entre Rocky e o Padre Jerry introduziu dilemas éticos profundos no gênero. O filme influenciou o estilo sombrio e urbano dos filmes posteriores e trouxe à tona o papel social do cinema, mostrando que o crime pode ser fascinante, mas também trágico. Sendo então considerado um dos melhores filmes de seu período e também da carreira do diretor. Ao incluir Angels with Dirty Faces em 16° lugar em sua lista dos 30 maiores filmes de gângsters, o portal Studiobinder afirma: "O filme condena o estilo de vida gangster ainda mais do que antes. É também um dos primeiros filmes de gangster a envolver fortemente a fé católica, que se tornaria uma característica importante dos filmes de máfia". Em 2008, foi selecionado pelo American Film Institute para seleção em sua lista dos 100 melhores filmes dos últimos 100 anos. Steven Van Zandt o nomeou como um de seus "filmes de máfia favoritos" em um artigo para a revista Rolling Stone. Enquanto a Slant Magazine o classificou 67º lugar em uma lista dos "100 melhores filmes noir de todos os tempos", embora o longa-metragem não seja considerado pertencente ao gênero.
Ao longo dos anos, o filme inspirou uma série de paródias. Em 1939, a Warner Bros. lançou um curta de desenho animado parodiando seu "ciclo" de filmes policiais; o título do desenho animado, "Thugs with Dirty Mugs", é um trocadilho direto com Angels with Dirty Faces. No início da década de 1990, as paródias apareceram na formato de filmes dentro de um filme em Home Alone (1990) e sua sequência, Home Alone 2: Lost in New York (1992). Essas paródias são chamadas de Angels with Filthy Souls e Angels with Even Filthier Souls. Anos mais tardes, o primeiro dos dois curtas reapareceu em Pokémon: Detetive Pikachu (2019). Em um episódio de Vila Sésamo, um segmento intitulado Monsters with Dirty Faces apresenta "Oficial Grover mostrando a um líder de gangue chamado Rocky como lavar o rosto de forma eficaz". O enredo do filme serviu de inspiração para um episódio de Batman: The Animated Series chamado "It's Never Too Late".
A banda de punk rock britânico, Sham 69 teve um single de sucesso chamado "Angels with Dirty Faces" em 1978. O vocalista Jimmy Pursey se inspirou para escrever a música depois de assistir James Cagney no filme uma noite com sua amiga, Chrissie. The Pillows também tem uma música baseada no longa-metragem intitulada "I Want to Be Sullivan" e apresenta uma amostra retirada dos diálogos da obra na introdução da música. O poeta irlandês-americano Michael Lally publicou uma coletânea chamada Rocky Dies Yellow (1975), com uma cena do filme na capa.
Um bar na cidade de Nova York era chamado de "Rocky Sullivan's Pub", em homenagem ao personagem de James Cagney no filme. O jogador argentino Antonio Valentín Angelillo e seus amigos Omar Sívori e Humberto Maschio ao chegarem na Itália adquiriram o apelido de Os anjos com caras sujas (uma referência irônica ao célebre filme).

#### Adaptações em outras mídias e remake cancelado
Angels with Dirty Faces foi adaptado para duas adaptações radiofônicas. A primeira foi a transmissão de 22 de maio de 1939 do Lux Radio Theater, com Cagney e O'Brien reprisando seus papéis no cinema; enquanto segunda na transmissão de 19 de setembro de 1941 do Philip Morris Playhouse, estrelado por Sylvia Sidney. Em 1995, uma versão indiana do filme foi lançada, chamada Ram Jaane. Estrelou Shahrukh Khan como Rocky e continuou a história original do início ao fim, embora Bollywoodiana.
Por volta de 1985 o ator Sylvester Stallone assinou contrato para um remake de Angels with Dirty Faces. O filme faria parte de seu contrato de várias participações com a Cannon Films e seria coestrelado por Christopher Reeve e direção de Menahem Golan. O anúncio da refilmagem foi recebida com desaprovação pela Variety e horror pelo crítico Roger Ebert. O estúdio optou então em produzir Cobra (1986).